# Јанко Јанковић
Јанко Јанковић (Крагујевац, 26. август 1909 — Београд, 27. април 1944) био је службеник квислиншке Специјалне полиције током Другог светског рата и сарадник Народноослободилачког (партизанског) покрета.
У младости је био фудбалер Шумадије из Крагујевца, а 1930. је почео да ради као писар у Одељењу кривичне полиције у Београду. Маја 1940. постао је шеф картотеке Опште полиције при Управи града Београда. Исте године, преко једног рођака, повезао се са члановима илегалне Комунистичке партије и почео да сарађује са њима дајући им поверљиве податке из полиције.
Након окупације Југославије, априла 1941, уз препоруку КПЈ, прихватио је позив Драгог Јовановића да ради у Специјалној полицији. Његова сарадња са комунистима била је веома значајна за опстанак и деловање Народноослободилачког покрета у окупираном Београду. Везу је одржавао најпре са Цаном Бабовић, а касније преко специјалних курира, а имао је и контакте са Благојем Нешковићем, секретаром ПК КПЈ за Србију. Као шеф полицијске картотеке могао је да уништава и мења делове картона илегалаца за којима су трагали Гестапо и Специјална полиција. Обавештења која је давао покрету односила су се на спискове лица за хапшење, важнија саопштења полиције и извештаје. Посебну важност имали су записници са саслушања ухапшених припадника покрета, што је руководству покрета омогућавало да сазна како су се ухапшени држали пред полицијом, као и шта су одали. Ово је такође много допринело у откривању убачених агената у Народноослободилачки покрет.
Његов обавештајни рад за покрет отпора откривен је октобра 1943. у великој полицијској провали у београдску партијску организацију, после хапшења Вере Милетић и Василија Бухе. Упркос мучењу од стране бивших колега након хапшења, није одао никог од својих сарадника, а сарадњу са комунистима је признао само за један период 1943. године. Крајем исте године пребачен је у затвор Гестапоа, где је настављена истрага над њим. У логор на Бањици, пребачен је половином априла 1944. и недуго потом стрељан на Централном гробљу, заједно са бившим полицијским агентом Цветком Црњаком.

## Биографија
Рођен је 26. августа 1909. године у Крагујевцу. Отац му се звао Чедомир, а мајка Стојна и били су пореклом из Ужица. Као дете је запамтио аустроугарску окупацију Краљевине Србије. Отац му је умро 1916. од последица злостављања приликом заробљавања у Крушевцу. Након очеве смрти, породица је живела веома тешко, услед слабог материјалног стања.
Након завршетка основне школе, уписао је гимназију, али је 1926. године, након завршених шест разреда, морао да прекине школовање и запосли се. Активно се бавио фудбалом и био један од бољих играча фудбалског клуба Шумадија, а почетком 1928. је прешао у Београд, у тада престижни Спортски клуб Југославија. На лето исте године отишао је код брата у Варшаву, где је играо у клубу Полонија. Крајем исте године вратио се у Крагујевац, где је поново играо за Шумадију, која га је као сиромашног играча материјално издржавала.
У пролеће 1929. прешао је у Београд, где се запослио као писар-евидентичар у Општој државној болници. Потом је отишао на одслужења војног рока, који је током 1932. и 1933. одслужио у Нишу и Скопљу. Након војске, вратио се у Београд, где се октобра 1934. запослио као писар у Одељењу кривичне полиције Управе града Београда. Почетком 1938. доживео је породичну трагедију, када је чистећи службени пиштољ, случајно ранио супругу Стојанку, рођену Стефановић, учитељицу из Ваљева. Од последица рањавања, она је убрзо преминула, а бригу о њиховом сину Драгану, старом свега неколико месеци, преузела је женина мајка.
У слободно време дружио се са Крагујевчанима, који су боравили у Београду, ради посла или су студирали, а многи од њих су припадали револуционарном комунистичком покрету. Дружећи се са њима, почео је и сам да са симпатијама гледа на комунизам и Совјетски Савез. Неколико пута је помагао студентима, припадницима револуционарног студентског покрета, приликом њиховог преноса илегалног партијског материјала и летака из Београда у Крагујевац. Маја 1940. постављен је за шефа картотеке Опште полиције при Управи града Београда. Истовремено се преко свог даљег рођака, револуционара Немање Марковића повезао са члановима Покрајинског комитета КПЈ за Србију и почео да им пружа обавештења о раду антикомунистичког одсека Управе града Београда. Такође, његова рођака Боса Ђорђевић, иначе супруга мајора Југословенске војске, била је активна у женском покрету и повезана са илегалном Комунистичком партијом (КПЈ), а касније постала и њен члан.
Након повезивања са Покрајинским комитетом КПЈ, везу са Јанковићем одржавала је Спасенија Цана Бабовић. Она је од руководства КПЈ одабрана за овај задатак као веома поверљива особа, која је у Партији била изузетно цењена због свог држања пред полицијом приликом хапшења 1937. године, након чега је добила Партијско признање „Херој ћутања“. Недуго након успостављања везе са Комунистичком партијом Југославије, Јанковић је примљен у њено чланство.

### Рад у Специјалној полицији
У току Априлског рата 1941. био је мобилисан у Југословенску војску и са својом јединицом стигао је до Чачка, али се она ту расула услед капитулације. Избегао је заробљавање и вратио се у окупирани Београд. Већ крајем априла 1941. немачки војни командант Београда поставио је Драгог Јовановића за изванредног комесара Града Београда и дао му задатак да поново организује београдску полицију. Међу осталима, Јовановић је позвао и Јанковића да уђе у нову полицију, која је добила назив Специјална полиција Управе града Београда. Приликом доношења одлуке о прихватању ангажовања у квислиншкој полицији, Јанковић се колебао, али је на инсистирање Цане Бабовић прихватио понуду. У Специјалној полицији је обављао свој предратни посао шефа картотеке. Овај посао му је у великој мери помогао у сарадњи са Народноослободилачким покретом (НОП) пошто је имао увиде у записнике са саслушања ухапшених другова, а могао је и да уништава и мења делове картона илегалаца за којима су трагали Гестапо и агенти Специјалне полиције.
Јуна 1941. године, благовремено је обавестио Покрајински комитет КПЈ за Србију о великој акцији хапшења свих лица која су у предратној полицијској архиви била евидентирана као комунисти или њихови симпатизери, а која је требала да почне од 22. јуна 1941, односно дана пре почетка напада на Совјетски Савез. Након добијене информације, већина чланова КПЈ у Београду је прешла у илегалу и на тај начин се спасла хапшења. Везу са њим одржавала је и даље Цана Бабовић, у стану његове сестре Босе Ђорђевић, а био је консултован и приликом планирања акције спасавања Александра Ранковића, 29. јула 1941. године. У јесен 1941. предао је Цани копију записника са саслушања Ратка Митровића Шиље, члана ЦК СКОЈ-а, који је након хапшења у августу исте године, почео да сарађује са полицијом. Ово је било веома значајно за партијску организацију у Београду, која је сазнала да је Митровић издајник и упозорила све другове који су са њим били у вези, чиме је делимично заустављено ширење полицијска провале. У току ове провале, издајом Душана Грубача, члана Месног комитета КПЈ за Београд, полиција је ухапсила Вукицу Митровић, рођену сестру Ратка Митровића. Упркос мучењима у полицији, она никога није одала, иако је једно време одржавала везу између Јанковића и Милоша Матијевића Мрше, секретара Месног комитета КПЈ за Београд.
Након одласка Цане Бабовић у партизане, новембра 1941. године, контакт са Јанковићем најчешће је одржавала Брана Перовић, а понекад и лично Благоје Нешковић, секретар ПК КПЈ за Србију. Како би одржали правила строге илегале, Брана Перовић и Јанко Јанковић се никада нису лично срели. Наиме њихов сусрет се одржавао у стану Босе Ђорђевић, на Врачару, на начин што би Јанковић доносио материјале и остављао у соби, у коју је након његовог изласка улазила Брана Перовић, преписивала их и одлазила. У документима која је Јанковић доносио био је материјал од великог значаја за Народноослободилачки покрет у Београду, али и Србији, јер се у њему налазила разна полицијска документација — доставе, саслушања, изјаве које су ухапшеници давали и друге ствари. Преко ових материјала, откривани су шпијуни и агенти који су били убачени у покрет, као и сазнавано како се ко од ухапшеника држао пред иследницима. Једном приликом Јанковић је донео препис упутства које је Бошко Бећаревић, шеф Четвртог антикомунистичког одељења Специјалне полиције, одржао полицијским агентима о начину на који треба поступати при праћењу и хапшењу сумњивих особа. Истог дана овај документ је доспео у руке Благоја Нешковића, који је потом одмах преузео поступке да се сви партијски активисти упозоре на начин како се требају понашати.
Посебно важан сегмент сарадње са Јанковићем, за Покрајински и Месни комитет КПЈ, био је откривање сарадника полиције у својим редовима. То се посебно односило на оне активисте и чланове који су били хапшени па потом пуштани на слободу. Они су тада својој партијској вези морали да дају писмене изјаве о томе шта су рекли приликом саслушања, које су потом упоређиване са копијама правих записника са саслушања, који су добијани од Јанковића. На овај начин организација се штитила од оних који су у истрази пристали на сарадњу са полицијом. Известан број чланова, па чак и функционера Партије, није издржао физичку или психичку тортуру, након чега се одлучивао за издају у којој је одавао имена другова са којима је сарађивао, а неки су пуштани на слободу како би након изласка наставили са радом за полицију. Један од издајника, који је откривен уз Јанковићеву помоћ био је Жика Петровић Дебели, секретар Другог рејонског комитета КПЈ у Београду. Априла 1942. на Петровићево инсистирање у партизане у Срем је упућен Лука Мркшић, иако је првобитни план Покрајинског комитета КПЈ за Србију био да се упути у јужну Србију. Након Мркшићевог одласка из Београда, Петровић који је био врбован од стране полиције, почео је да открива људе са којима је сарађивао. Најпре су ухапшени другови из Штампарије таксених и поштанских марки, а потом из Опште државне болнице. Ова хапшења људи са његовог терена правдао је наводним хапшењем Мркшића и његовом издајом. Контактом Месног комитета са Јанковићем, откривено је да се Мркшић не налази међу ухапшеницима Специјалне полиције, а касније је откривено и да је Жика Петровић издајник.
Поред Петровића и других (као што су Даловић и Мишковић), уз Јанковићеву помоћ откривен је и издајник Лазар Дожић, студент технике и члан Шестог рејонског комитета, који је на почетку устанка, као поверљиви члан КПЈ, обављао дужност курира између Главног штаба НОП одреда и Штаба НОП одреда за Црну Гору, Боку и Санџак. Дожић је октобра 1941. случајно ухапшен — приметивши на улици агента Ђорђа Космајца почео је да бежи, након чега су га полицијски агенти сустигли и ухапсили. Одмах након хапшења он је приликом ислеђивања, које је вршио Бошко Бећаревић, шеф Четвртог антикомунистичког одсека Специјалне полиције, постао његов лични агент. Бећаревић је исценирао Дожићево бекство и он се већ сутрадан нашао на слободи, наставивши да „делује” у Народноослободилачком покрету. Како је Дожић одржавао личну писмену везу са Бећаревићем, било га је тешко открити, као и број људи које је он пријавио полицији. Почетком марта 1942. он је Бећаревићу открио да ће на састанак његовог Рејонског комитета доћи Јелена Ћетковић, секретар Месног комитета КПЈ за Београд. Приликом одржавања састанка, 3. марта 1942. полицијски агенти су изненада упали и ухапсили Јелену, двојицу чланова КПЈ и власнике стана у коме је одржаван састанак, док је Дожић, у претходном договору са агентима, успео да побегне кроз прозор. Током ислеђивања у полицији, Ћетковићева се упркос мучењима добро држала и никога није одала, иако је и она у једном периоду одржавала везу са Јанковићем. Након овог хапшења Покрајински комитет је почео да сумња у Дожића, а истовремено је преко Јанковића затражио да појача напоре у откривању полицијског доушника. Недуго потом Јанковић је успео да набави копију доставе, потписане са Сотир Сотировић. Након упоређења ове цедуље са изјавом коју је дао Дожић, Благоје Нешковић је схватио да је у питању исти рукопис, односно да је он издајник. Дожићу је тада предложено да оде у партизане (где би био ликвидиран), али је он схвативши да је сумња пала на њега, напустио Београд и прешао у Земун. Захваљујући Јанковићевој активности, пропао је Бећаревићев план да се Дожић убаци у неко више партијско руководство. Након неког времена Дожић се поново вратио у Београд и наставио да ради за полицију. Заједно са агентима Специјалне полиције возио се колима београдским улицама у покушају да препозна активисте НОП и КПЈ, чија имена није знао.
Поред сарадње са члановима КПЈ у Београду (Месни комитет КПЈ за Београд и Покрајински комитет КПЈ за Србију), самоиницијативно је успоставио везу са Месним комитетом КПЈ за Ваљево. Овај контакт остварио је преко свог шурака Милуна Стефановића, након чега је одржавао везу са Душаном Андрићем, који је као трговац често долазио у Београд. Састајали су се у бифеу у Змај Јовиној улици све до фебруара 1943. године, када је Антић морао да оде у партизане. Након тога његову везу са ваљевском партијском организацијом одржавао је преко шурака. Обавештавао их је о предвиђеним акцијама Специјалне полиције у Ваљеву и коме од активиста и чланова покрета отпора прети опасност од хапшења. Не може се утврдити тачан број ухапшених људи којима је Јанковић помогао својим радом, али се процењује да је тај број око 200. Многим ухапшеницима из Београда или унутрашњости Србије који су довођени на ислеђивање у Специјалну полицију, помагао је на своју руку и спасио их сигурне смрти. То се искључиво односило на оне ухапшенике који су се пред полицијом добро држали — нису ништа признали или никога одали. Тада је он, када би искористио прилику, преузимао њихов случај и настављао са „ислеђивањем”, а заправо је у записник убацивао податке које би ухапшеника водили ка ослобођењу. Један од ухапшеника којег је Јанковић спасио сигурне смрти, био је Војислав Петровић из Завлаке, првоборац из Рађевине, који је ухапшен јуна 1942. године. Како се у току истраге добро држао и упркос мучењима ништа није признао, Јанковић је преузео његов случај и наставио „истрагу”, након чега је констатовао да је Петровић ухапшен случајно, па је ускоро пуштен на слободу. Драгутин Тасић, стари раднички борац и један од народних посланика КПЈ из 1920. године, који је ухапшен у току лета 1943, такође је један од оних које је Јанковић спасио. Познавајући из школских дана у Крагујевцу његовог млађег брата Миливоја, Јанковић је на себе преузео његов случај и сваког дана га доводио у своју канцеларију на „саслушање”. Лупајући руком у писаћи сто, вичући и вређајући Тасића, симулирао је ислеђивање. Потом је осмислио изјаву, након које је Тасић пуштен на слободу. Јанковићеве интервенције, код колега и претпостављених у корист одређеног броја ухапшеника, као и његов благонаклони став према ухапшеницима, код његових колега није изазивао сумњу да је симпатизер покрета отпора, већ је тумачен као нека врста његових комбинација са пријатељима или родбином ухапшеника, од којих је, претпостављали су, узимао мито, с обзиром да је то била честа пракса међу агентима и службеницима Специјалне полиције.

### Откривање и хапшење
Након велике полицијске провале у партијску организацију, почетком 1943. године, у којој су између осталих ухапшени Јанко Лисјак, Мирко Томић, Станислав Сремчевић и други, у потпуности је разбијена београдска партијска организација. У покушају да обнови Месни комитет КПЈ за Београд, Благоје Нешковић је у лето 1943. године, посредством Моме Марковића и Петра Стамболића, у Београд из пожаревачког округа довео Веру Милетић која је требало да преузме функцију секретара Месног комитета и да заједно са Василијем Бухом ради на обједињавању партијских група. Пре одласка из Београда на ослобођену територију, Нешковић је Милетићеву упознао са Јанковићем и предао јој везу са њим. У ноћи 4/5. октобра 1943. агенти Специјалне полиције су упали у стан Мирослава и Оливере Парезановић на Вождовцу, где се налазило складиште технике Покрајинског комитета и скровиште за партијске илегалце, у које се непосредно пре уласка полиције сакрила Вера Милетић. Након хапшења Парезановића, полиција је у стану поставила заседу, па је након изласка из склоништа ухапшена Милетићева, а сутрадан је приликом доласка у стан ухапшен и Василије Буха. Током претреса стана заплењено је доста партијског материјала, међу којима је био и реферат о организационом питању београдске партијске организације, као и неколико материјала из Специјалне полиције, добијених раније од Јанковића.
У току полицијске истраге, Вера Милетић је била подвргнута методама физичке и психичке тортуре, а иследници су највише инсистирали на питању од кога потиче материјал из Специјалне полиције. Три дана након хапшења 8. октобра 1943. Милетићева је открила да јој је материјал дао Јанко Јанковић, са којим се сусрела 7 или 8 пута. Она је опширно описала своје сусрете са Јанковићем у стану његове сестре Босе Ђорђевић, на Црвеном крсту. Такође, одала је и план о акцији отмице Божидара Бећаревића, која је била припремана. Бећаревић који је био пријатељ и кум са Јанковићем, кога је познавао још од школских дана у Крагујевцу, био је запрепашћен овим сазнањима, мада је као искусан полицајац закључио да пронађени материјал мора потицати од неког коме су доступна документа из картотеке Специјалне полиције. Одмах потом издао је налог за хапшење Јанковића, који је спровела група агената предвођена Раданом Грујичићем. У ноћи 8. октобра они су упали у Јанков стан на Миријевском путу, ухапсили га и потом одвели у затвор Специјалне полиције у Ђушиној улици. Сутрадан је ухапшена и његова рођака Боса Ђорђевић, чији је стан у Улици Веле Нигринове на Врачару, користио као место сусрета са припадницима Народноослободилачког покрета.
Схватајући у каквој се ситуацији налази, Јанковић је одлучио да призна све оно што је полиција већ сазнала од Вере Милетић и Василија Бухе. Па је тако за почетак своје сарадње са комунистима одредио лето 1943. када је у Београду „случајно срео” Нешковића, старог познаника из времена када је у Крагујевцу играо фудбал. Према његовом исказу, након што је обновио пријатељство са Нешковићем, одлучио се да му помогне и у наредна два сусрета са њим донео му записнике са саслушања (који су пронађени приликом претреса стана у коме је ухапшена Милетићева). Потом је тврдио да се неко време није виђао са Нешковићем, али да се он касније појавио са Вером Милетић, којој је након тога предао још неке извештаје. Овим признањем Јанковић није теретио никог од људи са којима је сарађивао и није отварао нови круг полицијске провале. Након вишенедељног истражног поступка у досије Јанка Јанковића уписани су следећи подаци:
У јесен 1943. године дошао у везу са др Благојем Нешковићем, секретаром ПК КП Југославије, кога је обавештавао о раду антикомунистичког одсека Управе града и давао му је увид у нека службена акта. Са њим је држао неколико састанака, а на једном оваквом састанку упознао га је са чланом ОК КПЈ Вером Милетић.
Готово истовремено са хапшењем Јанковића, издајом Василија Бухе, ухапшена су још двојица припадника Специјалне полиције — Цветко Црњак, полицијски агент и Душан Јовановић Жућа, службеник Четвртог одсека. Специјална полиција је 18. децембра 1943. Јанковића и Црњака, на захтев пуковника Емануела Шефера, предала Гестапоу ради даље истраге. Иако су се познавали као полицијски службеници, међусобно нису знали да су сарадници покрета отпора, тек када су се заједно нашли у аутомобилу који их је пребацивао у затвор београдског Гестапоа, схватили су да су били саборци.
Затвор Гестапоа на почетку Александрове улице, некадашњи затвор Окружног суда, био је оштећен у првом налету савезничког бомбардовања Београда, 16. априла 1944. године, па је део затвореника, међу којима су били Јанковић, Црњак и Јовановић, сутрадан пребачен у Бањички логор. За сву тројицу то је био веома тежак моменат, јер су у логору наишли на лош третман. Према сведочењу преживелих логораша, управник логора Светозар Вујковић лично је учествовао у мучењу и пребијању Јанковића и Црњака, док је Јовановић као издајник наишао на бојкот логораша. За разлику од Јовановића, Јанковић и Црњак су од логораша сматрани херојима, пошто су бањички логораши још пре њиховог доласка, од ухапшеника који су долазили из затвора у Ђушиној, чули за агенте Специјалне полиције који су помагали партизанима. Логораши из сутерена, где су били затворени Јанковић и Црњак, трудили су се да им на све начине помогну током њиховог краткотрајног боравка у логору, негујући их и превијајући им ране, дајући им храну и радећи друге ствари за њих.
Јанковић је стрељан 27. априла 1944. на Централном гробљу у Београду, од стране припадника Српске државне страже. Заједно са њим стрељани су Цветко Црњак (1906—1944) и Душан Јовановић Жућа (1923—1944), али су приликом стрељања Јанковић и Црњак одбили да буду везани заједно са Јовановићем. Они су били први затвореници са Бањице који су стрељани на Централном гробљу, које је кратко време коришћено као место егзекуције логораша.
Како би повратио пољуљани ауторитет полиције и показао како ће проћи сви који сарађују са комунистима, Бошко Бећаревић је наредио да стрељању присуствују готово сви агенти Специјалне полиције, а поред њих и високи чиновници Управе града Београда. Поред њих присуствовали су Божидар Бећаревић и Светозар Вујковић, који је непосредно пре стрељања прочитао дугачку пресуду.

## Наслеђе
Указом Председништва АВНОЈ-а постхумно је 6. јула 1945. одликован Орденом заслуга за народ првог реда.
Приликом уређење Алеје стрељаних родољуба 1941—1944. на Новом гробљу у Београду, 1959. године, међу спомен-плочама са именима истакнутих учесника Народноослободилачког покрета у Београду, постављена је и спомен-плоча са именом Јанка Јанковића.
Од 1976. једна улица у београдском насељу Јајинци носи његово име. Такође, улице са његовим именом постоје у Ваљеву, Крагујевцу и Лазаревцу.
Инспирисани Јанковићевим деловањем у Специјалној полицији за време Другог светског рата, аутори телевизијске серије „Отписани”, новинар Драган Марковић и сценариста Синиша Павић, створили су лик Славка (глумио га Мирољуб Лешо) агента Специјалне полиције који сарађује са покретом отпора.